# Ryszard Borowiecki
Ryszard Borowiecki (ur. 7 stycznia 1943 w Zwoleniu) – polski ekonomista specjalizujący się w ekonomice i organizacji przemysłu, profesor nauk ekonomicznych, w latach 2002–2008 rektor Akademii Ekonomicznej w Krakowie i Uniwersytetu Ekonomicznego w Krakowie.

## Życiorys
W 1966 ukończył studia w Wyższej Szkole Ekonomicznej w Krakowie. Doktoryzował się na Wydziale Ekonomiki Produkcji Akademii Ekonomicznej w Krakowie w 1976 na podstawie pracy Pomiar i ocena efektywności gospodarowania środkami trwałymi w przedsiębiorstwie przemysłowym. Stopień doktora habilitowanego uzyskał w 1989 w tej samej jednostce w oparciu o rozprawę zatytułowaną Efektywność gospodarowania środkami trwałymi w przedsiębiorstwie. W 1997 otrzymał tytuł profesora nauk ekonomicznych.
Od 1967 związany zawodowo z macierzystą uczelnią, na której w 1999 objął stanowisko profesora zwyczajnego. Został także profesorem na Wydziale Zarządzania Politechniki Częstochowskiej. W pracy naukowej zajmował się m.in. organizacją wewnętrzną przedsiębiorstw, ekonomiką i organizacją przemysłowych procesów produkcyjnych, a także zagadnieniami z zakresu gospodarki materiałowej, zdolności produkcyjnych oraz rachunku kosztów.
Był kierownikiem Zakładu Ekonomiki i Organizacji Przedsiębiorstwa Przemysłowego i Samodzielnego Zakładu Ekonomiki i Organizacji Przedsiębiorstw oraz wicedyrektorem Instytutu Ekonomiki Przemysłu. W 1993 objął funkcję kierownika Katedry Ekonomiki i Organizacji Przedsiębiorstw. W 2002 został powołany na rektora Akademii Ekonomicznej w Krakowie, stanowisko to zajmował do 2008. W trakcie drugiej kadencji w 2007 uczelnia ta przekształciła się w Uniwersytet Ekonomiczny.
Powoływany w skład władz Towarzystwa Naukowego Organizacji i Kierownictwa oraz Polskiego Towarzystwa Ekonomicznego, prezydium Komitetu Nauk Organizacji i Zarządzania Polskiej Akademii Nauk, rad redakcyjnych i programowych czasopism branżowych (w tym kwartalnika „Organizacja i Kierowanie”), a także Centralnej Komisji ds. Stopni i Tytułów. Wszedł w skład Komitetu Nauk Ekonomicznych Polskiej Akademii Nauk.
Odznaczony m.in. Krzyżem Kawalerskim (1997) i Oficerskim (2004) Orderu Odrodzenia Polski, Złotym i Brązowym Krzyżem Zasługi, Medalem Komisji Edukacji Narodowej, Medalem im. Karola Adamieckiego, odznaką „Zasłużony dla województwa krośnieńskiego” (1983).

## Publikacje
- Efektywność gospodarowania środkami trwałymi w przedsiębiorstwie (1988, ISBN 83-01-08999-7)
- Zarządzanie kapitałem trwałym w przedsiębiorstwie (1993, ISBN 83-85483-28-4)
- Strategia gospodarowania kapitałem w przedsiębiorstwie: zagadnienia wybrane (1997, współautor, ISBN 83-901550-4-4)
- Prywatyzacja a rynek kapitałowy w Polsce (1999, praca zbiorowa, ISBN 83-01-12752-X)
- Metody i systemy wyceny przedsiębiorstw (2002, ISBN 83-88904-25-6)
- Eksploatacja taboru szynowego komunikacji miejskiej: niezawodność, jakość, ekonomika (2004, współautor, ISBN 83-7252-214-6)
- Katedra Ekonomiki i Organizacji Przedsiębiorstw Akademii Ekonomicznej w Krakowie: historia i teraźniejszość (2005, wspólnie z Andrzejem Jakim, ISBN 83-85827-94-3)